# Бертран Гашо
Бертран Гашо (фр. Bertrand Gachot) — бельгійський (народився в Люксембурзі) автогонщик, колишній учасник чемпіонату світу з «Формули-1». Виступав за команди «Онікс» (1989), «Колоні» (1990), «Джордан» (1991), «Лярусс» (1991—1992), «Пасифік» (1994-1995).
Гашо — громадянин Франції, що народився в Люксембурзі. Його батько — француз, мати — німкеня. У гонках Бертран виступав за бельгійською ліцензією, а свій шолом прикрасив прапором Європейського співтовариства, за що отримав від журналістів прізвисько «містер Європа».